# Gens Aemilia
De gens Aemilia was een van de vijf gentes maiores (voornaamste patricische families) van Rome. Haar nomen gentile was Aemilius (vrouwelijk: Aemilia).
De gens Aemilia behoorde tot een zeer oude clan, die haar afstamming terugvoerde op Mamercus, een zoon van Pythagoras, die om de liefelijkheid van zijn stem (δι´ αἱμυλίαν λόγου) (of op grond van zijn retorische kwaliteiten) ook "Aemylos" of "Aimilios" werd genoemd (vermoedelijk is echter de overeenkomst tussen "Aemilius" en het Griekse woord Aemilios puur toeval). In de versie van Plutarchus is Mamercus de zoon van koning Numa Pompilius, die op zijn beurt een groot bewonderaar van Pythagoras was en zijn eigen zoon daarom naar die van Pythagoras vernoemde.
De cognomina van de familie waren Berbula, Buca, Lepidus, Mamercus, Papus, Paullus, Regilus en Scaurus. De Lepidi zijn het meest noemenswaardig, in het bijzonder tegen het einde van de Romeinse Republiek.
De familie verleende haar naam aan de Via Aemilia en veel later de Via Aemilia Scauri, en de Basilica Aemilia in Rome.

## Bekende leden van deGens Aemilia

### Aemilii Lepidi
- Marcus Aemilius Lepidus (consul in 187 en 175 v.Chr.), consul in 187 v.Chr.;
- Marcus Aemilius Lepidus (consul in 158 v.Chr.), consul in 158 v.Chr.;
- Marcus Aemilius Lepidus Porcina, consul in 137 v.Chr.;
- Marcus Aemilius Lepidus (consul in 78 v.Chr.), 120 - 77 v.Chr.;
- Manius Aemilius Lepidus, consul in 66 v.Chr.;
- Marcus Aemilius Lepidus (triumvir), 49 v.Chr.;
- Marcus Aemilius Lepidus minor;
- Marcus Aemilius Lepidus, consul in 6;

### Aemilia Mamercini
- Ti. Aemilius L.f. Mamercinus (Mamercus), consul in 470 en 467 v.Chr.
- Lucius Aemilius Mam.f. Mamercinus (Mamercus), consul in 484, 478 en 473 v.Chr.
- Manius Aemilius Mam.f. Mamercinus, consul in 410 v.Chr., tribunus militum consulari potestate in 405, 403 en 401 v.Chr.
- Lucius Aemilius Mamercinus (tribunus militum consulari potestate), tribunus militum consulari potestate in 391, 389, 387, 383, 382 en 380 v.Chr.;
- L. (Lucius en/of Marcus) Aemilius L.f. Mamercinus (Mamercus), consul in 366 en 363 v.Chr.;
- Lucius Aemilius Mamercinus Privernas, consul in 341 en 329 v.Chr.;
- Tiberius Aemilius Mamercinus, consul in 339 v.Chr.;

### Aemilii Pauli
- Lucius Aemilius Paulus, consul in 219 en 216 v.Chr.;
- Lucius Aemilius Paulus Macedonicus, generaal en consul in 182 en 168 v.Chr.;
- Lucius Aemilius Lepidus Paullus, consul in 50 v.Chr.;
- Paullus Aemilius Lepidus, consul suffectus in 34 v.Chr.;

### Aemilii Scauri
- Marcus Aemilius Scaurus (consul in 115 v.Chr.), princeps senatus;
- Marcus Aemilius Scaurus minor, zijn zoon, quaestor in 66 v.Chr.
- Mamercus Aemilius Scaurus, Romeins redenaar, vermoedelijk consul suffectus in 21 n.Chr;

### Andere Aemilii
- Blossius Aemilius Dracontius, dichter en retoricus (5e eeuw);
- L. Aemilius, Tribuun 388 v.Chr. en verder
- Q. Aemilius (Aulius) Q.f. Cerretanus, consul in 323 v.Chr.
- Q. Aemilius Q.f. Barbula, consul in 317 v.Chr.
- Aemilius Asper, commentator (2e eeuw);
- Lucius Aemilius Regillus, praetor in (190 v.Chr.);
- Aemilius Macer, dichter, gestorven in 16;
- Aemilius Papinianus, jurist, (141–212);
- Quintus Aemilius Laetus, praefectus praetorio van 191 tot 193;
- Marcus Aemilius Aemilianus, keizer in 253 (behoort niet tot de Gens Aemilia)
- Aemilius Probus, schrijver uit de 4e eeuw